# Enicospilus bituberculatus
Enicospilus bituberculatus là một loài tò vò trong họ Ichneumonidae.